# アニメ版キャッツ・アイのサウンドトラック
アニメ版キャッツ・アイのサウンドトラックでは、北条司原作のテレビアニメ『キャッツ・アイ』の楽曲を収録したサウンドトラック各作品について解説する。
本項目で記述する作品は以下の通り。
- キャッツ・アイ サウンドトラック
- キャッツ・アイ サウンドトラック ドラマ編
- キャッツ・アイ オリジナル・サウンドトラック
- キャッツ・アイ オリジナル・サウンドトラック ドラマ編
- アニメ・ミュージック・カプセル「キャッツ・アイ」
- アニメ・ミュージック・カプセル「キャッツ・アイSeason2」

## キャッツ・アイ サウンドトラック
『キャッツ・アイ サウンドトラック』は、テレビアニメキャッツ・アイの主題歌と劇中に使用されたBGMを収録したサウンドトラック作品。1983年9月21日にフォーライフレコードよりリリースされた。特典として8ページのキャッツ・アイ・アニメ・フォトパンフレットを付属。

### 収録曲
（音楽担当：大谷和夫、小田裕一郎）
A面
1. CAT'S EYE
  - 作詞：三浦徳子：/作曲：小田裕一郎/編曲：大谷和夫/歌：杏里
2. ULTRA STONE FOX
3. ALL I WANT IS YOU
4. SWINGING SCANDLOUS
5. AIN'T I CUTE?
6. WALKING LIGHTLY
7. DANCING WITH THE SUNSHINE(ENGLISH VERSION)
  - 作詞：三浦徳子：/訳詞：BRIAN RICHY：/作曲：小田裕一郎/編曲：大谷和夫/歌：キャシー・リン
8. BREEZY&WINDY

B面
1. NEVER GONNA SAY GOOD-BYE
  - 作詞：BRIAN RICHY：/作曲：小田裕一郎/編曲：大谷和夫/歌：キャシー・リン
2. CHANGING MY HEART
3. MYSTERIOUS BOY
4. LOVE FINALE
5. 10￠ BAG
6. MELANCHOLY BABY
7. SLOW FINGER
8. DANCING WITH THE SUNSHINE(JAPANESE VERSION)
  - 作詞：三浦徳子：/作曲：小田裕一郎/編曲：大谷和夫/歌：杏里

### 発売履歴
| 発売日        | レーベル             | 規格 | 規格品番 |
| ------------- | -------------------- | ---- | -------- |
| 1983年9月21日 | フォーライフレコード | LP   | 28K-57   |
| 1983年9月21日 | フォーライフレコード | CT   | 28C-41   |

## キャッツ・アイ サウンドトラック ドラマ編
『キャッツ・アイ サウンドトラック ドラマ編』は、1983年に発売されたテレビアニメ「キャッツ・アイ」の各エピソードの名場面の音源・BGMと主題歌が収録されたサウンドトラック（＋ドラマ）作品。
SIDE 1は各名場面の合い間に、声を担当した藤田淑子、戸田恵子、坂本千夏、安原義人によるトークも収録されている。また、第6話タイトル「ちょっとだけ恋人気分」のみ表記されているが、第7話「ラブサインは華やかに」のシーンも含まれている。
名場面のBGMも再編集されており、テレビアニメのほうで使用されていたBGMとは異なる部分もある。

### 収録曲
（音楽担当：大谷和夫ほか）
SIDE 1　ちょっとだけ恋人気分（第6話タイトル）
1. CAT'S EYE＊TVオープニングサイズ
  - 作詞：三浦徳子：/作曲：小田裕一郎/編曲：大谷和夫/歌：杏里
2. WALKING LIGHTLY
3. EARNEST DESIRE
4. 10￠ BAG
5. An ILL OMEN
6. I'D RATHER BE GONE
7. SLOW FINGER
8. ALL I WANT IS YOU
9. EARNEST DESIRE
10. NEVER GONNA SAY GOOD-BYE＊TV挿入サイズ
  - 作詞：BRIAN RICHY：/作曲：小田裕一郎/編曲：大谷和夫/歌：キャシー・リン
11. ULTRA STONE FOX

SIDE 2　とってもおかしな大追跡（第9話タイトル）
1. AIN'T I CUTE
2. HUMOROUS PURSUER
3. NEVER GONNA SAY GOOD-BYE＊TV挿入サイズ
  - 作詞：BRIAN RICHY：/作曲：小田裕一郎/編曲：大谷和夫/歌：キャシー・リン
4. NIGHT OF SOMETHING EVILL
5. AIN'T I CUTE
6. CHANGING MY HEART
7. ANXIETY'S MOMENT
8. MYSTERIOUS BOY
9. DANCING WITH THE SUNSHINE ＊インスト
10. GLOOMY POCKET
11. STANDIN' IN THE NEED OF LOVE
12. LOVE FINALE
13. GONNA BE ALRIGHT NOW
14. DANCING WITH THE SUNSHINE＊TVエンディングサイズ（フェイドアウト）
  - 作詞：三浦徳子：/訳詞：BRIAN RICHY：/作曲：小田裕一郎/編曲：大谷和夫/歌：キャシー・リン

### 声の出演
- 来生瞳：戸田恵子
- 来生泪：藤田淑子
- 来生愛：坂本千夏
- 内海俊夫：安原義人
- 課長：内海賢二
- 浅谷光子：榊原良子

### 発売履歴
| 発売日         | レーベル             | 規格 | 規格品番 |
| -------------- | -------------------- | ---- | -------- |
| 1983年12月21日 | フォーライフレコード | LP   | 28K-65   |
| 1983年12月21日 | フォーライフレコード | CT   | 28C-50   |

## キャッツ・アイ オリジナル・サウンドトラック
『キャッツ・アイ オリジナル・サウンドトラック』は、テレビアニメ「キャッツ・アイ」第二期（Season2）の主題歌と劇中に使用されたBGMを収録したサウンドトラック作品。1984年11月25日に徳間ジャパンよりリリースされた。豪華特典として8ページ・オール・カラーグラフと特製イラスト・プレートカレンダーを付属。

### 収録曲
（音楽担当：大谷和夫）
A面
1. デリンジャー　＊オープニング主題歌
  - 作詞：三浦徳子：/作曲：佐藤健/編曲：新川博/歌：刀根麻理子
2. SPECIAL LADY
3. I'M SO ALONE
4. GLOOMY SIGHT
5. TOUCH ME ONE MORE TIME
6. SHAKE ME UP
7. STAY WITH ME　＊挿入歌
  - 作詞：BRIAN RICHY：/作曲：和泉常寛/編曲：新川博/歌：刀根麻理子

B面
1. FLYING IN THE TWILIGHT　＊挿入歌
  - 作詞：伊達歩：/作曲：和泉常寛/編曲：新川博/歌：刀根麻理子
2. CAT'S EYE ROMANCE
3. AS TIME GOES BYE
4. ROLL ALL NIGHT LONG
5. CAN'T TAKE MORE HEAT
6. SWEET DADDY　＊リイシューアルバムでは未収録曲。STAY WITH MEのインストバージョン。
7. HOT STUFF　＊エンディング主題歌
  - 作詞：BRIAN RICHY：/作曲：つのごうじ/編曲：新川博/歌：シェリー・サベッジ

### 発売履歴
| 発売日         | レーベル     | 規格 | 規格品番   |
| -------------- | ------------ | ---- | ---------- |
| 1984年11月25日 | 徳間ジャパン | LP   | BMC-4037   |
| 1984年11月25日 | 徳間ジャパン | CT   | 12CP-3028  |
| 1995年12月21日 | 徳間ジャパン | CD   | TKCA-70793 |
| 2013年6月5日   | 徳間ジャパン | CD   | TKCA-73921 |

## キャッツ・アイ オリジナル・サウンドトラック ドラマ編
『キャッツ・アイ オリジナル・サウンドトラック ドラマ編』は、テレビアニメ『キャッツ・アイ』第二期のサウンドトラックLPレコード。ラジオドラマでも収録。1984年に徳間ジャパンから発売されている。

## アニメ・ミュージック・カプセル「キャッツ・アイ」
『アニメ・ミュージック・カプセル「キャッツ・アイ」』は、テレビアニメ『キャッツ・アイ』の主題歌と劇中で使用されたBGMを収録したサウンドトラック作品。過去のサウンドトラックでは未収録だった楽曲も含め再構成したものである。2008年7月19日にウルトラ・ヴァイヴよりリリースされた。
"アニメ・ミュージック・カプセル"は、ウルトラ・ヴァイヴから発売されているジャパニメーション・ミュージック・レコクションのシリーズ名で、同日に『はじめ人間ギャートルズ』の音楽集も発売されている。
アニメエンディング主題歌「Dancing with the sunshine」の英語バージョン（歌唱：キャシー・リン）は、1983年9月21日にフォーライフレコードよりシングルレコードで発売されていた曲で、CD収録はこれが初となる。なお、そのB面曲であったアニメ挿入歌「NEVER GONNA SAY GOOD-BYE」（歌唱：キャシー・リン）は未収録である。

### 収録曲
（音楽担当：大谷和夫、小田裕一郎）
1. 「CAT'S EYE」TVオープニング ＊主題歌のTVサイズ
  - 作詞：三浦徳子：/作曲：小田裕一郎/編曲：大谷和夫/歌：杏里
2. BGM「CAT'S EYE」インストゥルメンタル M-1
3. M-2　＊GONNA BE ALRIGHT NOW
4. M-3　＊ANXIETY'S MOMENT
5. M-23/CHANGING MY HEART
6. BGM「Dancing with the sunshine」インストゥルメンタル M-4
7. M-5　＊STANDIN' IN THE NEED OF LOVE
8. M-6　＊HUMOROUS PURSUER
9. BGMコレクション M-7/10￠ BAG
10. M-8/WALKING LIGHTLY
11. M-9/MELANCHOLY BABY
12. M-10/AIN'T I CUTE?
13. M-11/BREEZY&WINDY
14. M-12
15. M-13
16. M-14/SLOW FINGER
17. M-15/ULTRA STONE FOX
18. M-16
19. M-17/MYSTERIOUS BOY
20. M-18
21. M-19
22. M-20
23. M-21　＊NIGHT OF SOMETHING EVILL
24. M-22
25. M-24/SWINGING SCANDLOUS
26. M-26　＊An ILL OMEN
27. M-27　＊GLOOMY POCKET
28. M-28
29. M-29　＊EARNEST DESIRE
30. M-30　＊I'D RATHER BE GONE
31. M-31/ALL I WANT IS YOU
32. M-32/LOVE FINALE
33. M-33
34. M-34
35. M-35
36. M-38
37. M-39
38. 予告編音楽「CAT'S EYE」インストゥルメンタル
39. 「Dancing with the sunshine」TVエンディング1　＊日本語バージョンのTVサイズ
  - 作詞：三浦徳子：/作曲：小田裕一郎/編曲：大谷和夫/歌：杏里
40. 「Dancing with the sunshine」TVエンディング2　＊英語バージョンのTVサイズ
  - 作詞：三浦徳子：/訳詞：BRIAN RICHY：/作曲：小田裕一郎/編曲：大谷和夫/歌：キャシー・リン
41. 「CAT'S EYE」レコード・ヴァージョン
  - 作詞：三浦徳子：/作曲：小田裕一郎/編曲：大谷和夫/歌：杏里
42. 「Dancing with the sunshine」レコード・ヴァージョン　＊日本語バージョンのフルサイズ
  - 作詞：三浦徳子：/作曲：小田裕一郎/編曲：大谷和夫/歌：杏里
43. 「Dancing with the sunshine」レコード・ヴァージョン　＊英語バージョンのフルサイズ
  - 作詞：三浦徳子：/訳詞：BRIAN RICHY：/作曲：小田裕一郎/編曲：大谷和夫/歌：キャシー・リン

## アニメ・ミュージック・カプセル「キャッツ・アイSeason2」
『アニメ・ミュージック・カプセル「キャッツ・アイSeason2」』は、
テレビアニメキャッツ・アイ第二期（Season2）の主題歌と劇中で使用されたBGMを収録したサウンドトラック作品。過去のサウンドトラックでは未収録だった楽曲も含め再構成、リマスタリングしたものである。2008年10月18日にウルトラ・ヴァイヴより、アニメ・ミュージック・カプセルシリーズでリリースされた。同日発売は『ガンバの冒険』『じゃりン子チエ』の音楽集である。
リーフレットはポスター仕様になっており、解説・作品データも掲載されている。刀根麻理子が歌う挿入歌「Flying in the twilight（HOT STUFFのB面）」「Stay with me（デリンジャーのB面）」はショートバージョンのみで収録されている。

### 収録曲
（音楽担当：大谷和夫）
1. 「デリンジャー」(TVオープニング) ＊主題歌のTVサイズ
  - 作詞：三浦徳子：/作曲：佐藤健/編曲：新川博/歌：刀根麻理子
2. BGM(「デリンジャー」インストゥルメンタル) M-1/CAT'S EYE ROMANCE
3. M-2/GLOOMY SIGHT
4. M-3
5. BGM(「HOT STUFF」インストゥルメンタル) M-4/SHAKE ME UP
6. BGMコレクション M-7
7. M-9
8. M-11
9. M-12
10. M-14
11. M-15
12. M-16
13. M-17/AS TIME GOES BYE
14. M-20/SPECIAL LADY
15. M-21
16. M-22/I'M SO ALONE
17. M-23
18. M-24
19. M-25
20. M-26/TOUCH ME ONE MORE TIME
21. M-27/ROLL ALL NIGHT LONG
22. M-28
23. M-30/CAN'T TAKE MORE HEAT
24. M-32
25. M-33
26. M-35
27. M-38
28. M-39
29. M-43
30. M-44
31. 予告編音楽(「デリンジャー」インストゥルメンタル)　＊モノラル音源。
32. 「HOT STUFF」(TVエンディング)　＊エンディング主題歌のTVサイズ。モノラル音源。
  - 作詞：BRIAN RICHY：/作曲：つのごうじ/編曲：新川博/歌：シェリー・サベッジ
33. 「デリンジャー」(レコード・ヴァージョン)
  - 作詞：三浦徳子：/作曲：佐藤健/編曲：新川博/歌：刀根麻理子
34. 「HOT STUFF」(レコード・ヴァージョン)
  - 作詞：BRIAN RICHY：/作曲：つのごうじ/編曲：新川博/歌：シェリー・サベッジ
35. 「Flying in the twilight」(TV挿入サイズ)　＊挿入歌のTVサイズ。（BONUS TRACK）
  - 作詞：伊達歩：/作曲：和泉常寛/編曲：新川博/歌：刀根麻理子
36. 「Stay with me」(TV挿入サイズ)　＊挿入歌のTVサイズ。（BONUS TRACK）
  - 作詞：BRIAN RICHY：/作曲：和泉常寛/編曲：新川博/歌：刀根麻理子